# Ampelocissus debilis
Ampelocissus debilis är en vinväxtart som beskrevs av Henry Nicholas Ridley. Ampelocissus debilis ingår i släktet Ampelocissus och familjen vinväxter. Inga underarter finns listade i Catalogue of Life.